# 顺河街道 (淮滨县)
顺河街道是中华人民共和国河南省信阳市淮滨县下辖的一个街道办事处。

## 行政区划
顺河街道下辖以下村级行政区划单位：
南园社区、港南社区、滨城社区、乌龙集社区、顺河社区、下元社区、章营社区、任埝社区、金湾社区、任营社区、韩营社区。